# Дженіс Ренкін
Дже́ніс Ре́нкін  (англ. Janice Rankin, 8 лютого 1972) — британська керлінгістка, олімпійська чемпіонка.

## Виступи на Олімпіадах
| Олімпіада           | Дисципліна | Місце |
| ------------------- | ---------- | ----- |
| Солт-Лейк-Сіті 2002 | керлінг    | 1     |

## Зовнішні посилання
- Досьє на sport.references.com [Архівовано 14 листопада 2012 у Wayback Machine.]